# Phlaurocentrum maculatum
Phlaurocentrum maculatum är en insektsart som beskrevs av David R. Ragge 1962. Phlaurocentrum maculatum ingår i släktet Phlaurocentrum och familjen vårtbitare. Inga underarter finns listade i Catalogue of Life.